# Ember
Ember é o sexto álbum de estúdio da banda americana de metal Breaking Benjamin, produzido pelo vocalista e guitarrista Benjamin Burnley. Foi lançado pela Hollywood Records em 13 de abril de 2018. O primeiro single, "Red Cold River", foi lançado em 5 de janeiro de 2018. Quatro músicas adicionais foram lançadas antes do lançamento do álbum, incluindo "Feed the Wolf", "Blood", "Psycho" e "Save Yourself". Um videoclipe de "Torn in Two" foi lançado no mesmo dia que o álbum, e foi lançado como o segundo single em 29 de maio de 2018. Em 13 de dezembro de 2018, um videoclipe de "Tourniquet" foi lançado, e foi lançado como o terceiro single em 18 de dezembro de 2018.

## Lista de faixas
| N.º            | Título                                | Duração |  |
| 1.             | "Lyra" (intro)                        | 0:29    |  |
| 2.             | "Feed the Wolf"                       | 3:18    |  |
| 3.             | "Red Cold River"                      | 3:20    |  |
| 4.             | "Tourniquet"                          | 4:09    |  |
| 5.             | "Psycho"                              | 3:20    |  |
| 6.             | "The Dark of You" (part. Derek Hough) | 4:12    |  |
| 7.             | "Down"                                | 4:02    |  |
| 8.             | "Torn in Two"                         | 4:17    |  |
| 9.             | "Blood"                               | 3:09    |  |
| 10.            | "Save Yourself"                       | 3:06    |  |
| 11.            | "Close Your Eyes"                     | 4:01    |  |
| 12.            | "Vega" (outro)                        | 1:22    |  |
| Duração total: | Duração total:                        | 38:45   |  |

## Desempenho nas paradas
| Paradas (2018)                          | Posição |
| --------------------------------------- | ------- |
| Australia (ARIA)                        | 9       |
| Áustria (Ö3 Austria Top 40)             | 10      |
| Bélgica (Ultratop Flandres)             | 102     |
| Canadá (Billboard)                      | 4       |
| Países Baixos (Dutch Charts)            | 59      |
| Alemanha (Offizielle Deutsche Charts)   | 6       |
| Nova Zelândia (RMNZ)                    | 24      |
| Noruega (VG-lista)                      | 28      |
| Suécia (Sverigetopplistan)              | 37      |
| Escócia (Official Scottish Albums)      | 18      |
| Suíça (Schweizer Hitparade)             | 16      |
| Reino Unido (Official Albums Chart)     | 35      |
| Brasil Billboard 200                    | 3       |
| Estados Unidos (Top Alternative Albums) | 1       |
| Estados Unidos (Top Rock Albums)        | 1       |
| Estados Unidos (Top Hard Rock Albums)   | 1       |
| Estados Unidos (Digital Albums)         | 1       |